# گواه بر سهام
گواه بر سهام یا اثبات سهم (به انگلیسی:Proof of stake یا به اختصار POS) یک نوع الگوریتم دستیابی به اجماع در دفاتر کل توزیع شده است. در بعضی از ارزهای رمزنگاری شده که از این الگوریتم استفاده می‌کنند، شخصی که یک بلوک جدید را تولید (استخراج) می‌کند، در زنجیره بلوکی به صورت تصادفی انتخاب می‌شود؛ ولی شانس انتخاب کسانی که سهام بالاتری دارند از بقیه افراد بیشتر است.
گواه بر سهام به عنوان الگوریتمی جایگزین برای الگوریتم گواه بر کار (proof of work) ارائه شده‌است. طبق الگوریتم گواه بر کار، تمامی داوطلبان ایجاد یک بلوک جدید در زنجیره بلوکی به رقابت با یکدیگر می‌پردازند و کسی به عنوان تولیدکننده بلوک جدید انتخاب می‌شود که از قدرت پردازش خود بیشترین استفاده را کرده‌است. در الگوریتم گواه بر کار قدرت پردازش توسط سخت‌افزارهای خاصی که برای همین منظور ایجاد شده‌اند استفاده خواهد شد.

## تفاوت گواه بر سهام و گواه بر کار
به جای به‌کارگیری سخت‌افزار برای ایجاد توان پردازشی و حل معادلات پیچیده ریاضی، در این روش افراد مبلغی را در کیف پول خود نگه می‌دارند و حق تأیید یا رد تراکنشات را به صورت تصادفی دریافت می‌کنند. افراد بیشتر رمز ارزهای موجود، در حال حاضر از الگوریتم گواه بر کار استفاده می‌کنند. اما به دلیل مصرف برق و انرژی زیادی که سخت‌افزارهای این پروتکل مصرف می‌کند، الگوریتم گواه بر سهام می‌تواند انتخاب مناسب تری باشد. در روش گواه بر کار، کسی که به شبکه زنجیره بلوکی سرویس می‌دهد، با تأیید تراکنش‌های شبکه و تولید بلوک جدید، کارمزد تراکنش و پاداش بلوک جدید را دریافت می‌کند. در روش گواه بر سهام، به این دلیل که خبری از سختی شبکه نیست و شخص تولیدکننده بلوک به صورت تصادفی و به میزان سهامی که در شبکه دارد انتخاب می‌شود، فقط کارمزد تراکنش را دریافت می‌کند و پاداشی برای تولید بلوک وجود ندارد.

## الگوریتم مورد استفاده در رمز ارزها
در حال حاضر رمز ارزهای معروفی مانند بیت کوین از الگوریتم گواه بر کار استفاده می‌کنند. الگوریتم اجماع اتریوم پس از انجام به‌روزرسانی مِرج (The Merge) در ۱۵ سپتامبر ۲۰۲۲ (۲۴ شهریور ۱۴۰۱)، از اثبات کار به اثبات سهام تغییر کرد ان‌اکس‌تی، نئو (NEO)و پی ای وی ایکس (PIVX) و کاردانو از جمله ارزهای رمزنگاری شده‌ای هستند که از الگوریتم گواه بر سهام استفاده می‌کند.